# Alan Gatagov
Alan Maratovič Gatagov (in russo Алан Маратович Гатагов?; Vladikavkaz, 23 gennaio 1991) è un ex calciatore russo, di ruolo centrocampista.

## Carriera

### Club
Cresciuto nelle giovanili del Lokomotiv Mosca, nel 2009 passò in prima squadra, esordendo in Prem'er-Liga il 19 maggio 2009 contro il Terek Groznyj.
Nel 2011 è passato alla Dinamo Mosca.
Nel 2013 passa in prestito all'Anži. A gennaio 2014 viene rescisso il contratto e torna alla Dinamo Mosca

### Nazionale
Ha disputato con la Russia under 21 alcune partite delle qualificazioni al campionato europeo di calcio Under-21 2011. Il 16 novembre 2010 segnò un gol dalla lunga distanza contro la Francia under 21, consentendo alla sua nazionale di vincere per 1-0.